# 國賓影城
國賓影城（英語：Ambassador Theatres）為台灣的連鎖電影院之一。
2001年成立，旗下擁有影城數為國內非外資戲院第二，結合國內最富盛名的國賓大戲院、六福開發、福茂國際、國產實業集團、大魯閣集團等知名企業。現任董事長為創辦人張明吉的小兒子張中周。
目前共設有10個據點；在新北市3處，台北市、高雄市各有2處，桃園市、屏東縣、金門縣各1處，共計87個影廳。

## 歷史沿革

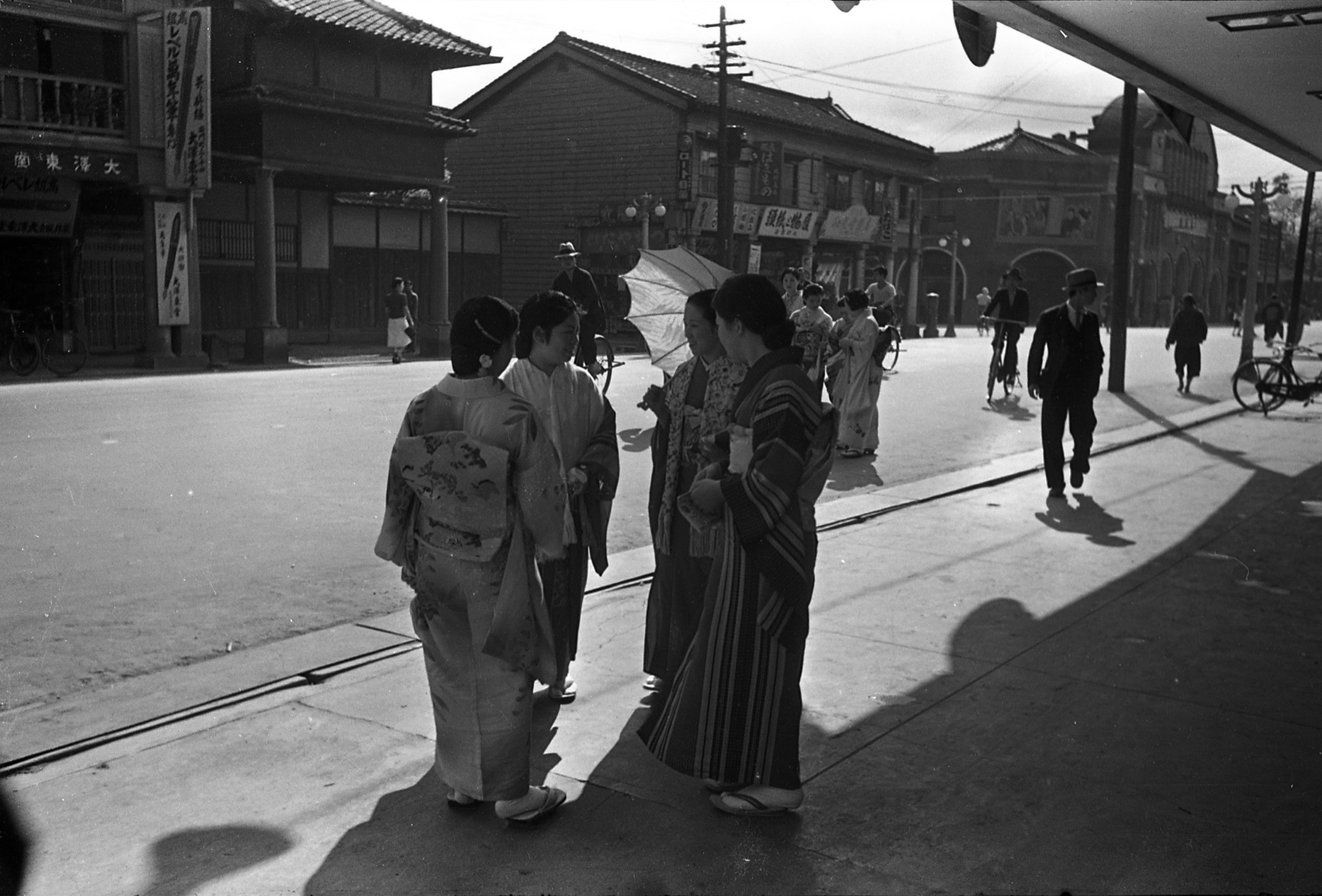
日治時期芳乃館前的街道

- 1924年12月，芳の館（譯名：芳乃館）開幕。
- 1945年，日本投降，芳乃館產權易手，易名為美都麗戲院。
- 1965年10月，產權再度易手，張明吉（現任董事長父親）與原美都麗戲院地主打造七樓高的國賓戲院，為當時西門町最明顯的戲院地標。
- 2001年，國賓影城股份有限公司成立。
- 2001年，全台首間據點—臺北市微風廣場國賓影城開幕。
- 2002年，台南國賓影城一館開幕，共有7個影廳。
- 2003年，台南國賓影城二館開幕，共有5個影廳，兩館總共12個影廳。
- 2003年，國賓大戲院引進全球第一座2K數位放映系統。
- 2005年，中和環球購物中心國賓影城開幕。
- 2005年5月，國賓大戲院於一樓及三樓擴增兩個影廳，由原本只能單廳映演轉為多廳同時映演電影。
- 2006年，臺南國賓影城一館的A廳加裝2K數位放映機，是國內首都臺北以外第一家擁有數位放映機的電影院。
- 2007年，國賓大戲院引進臺灣第一座數位3D系統。
- 2010年，高雄義大世界國賓影城開幕。
- 2010年，臺北長春國賓影城開幕，此為國賓影城與六福開發合資成立國元影業股份有限公司，改裝、結合原本長春戲院與歇業的學者影城而成。[1]
- 2010年，國賓大戲院整修銀幕，改裝最大廳第一廳並命名為「3DX」，銀幕高12公尺、寬22公尺、面積264平方公尺，並且3D系統由原本Dolby3D系統改為亮度耗損較低的RealD系統；投影系統也因應銀幕大幅增大而由原始的單機投影改為雙機進行。
- 2012年，國賓大戲院及部分國賓影城改裝部分區塊座椅成為D-BOX動感座椅，蜘蛛人：驚奇再起為啟用片。其中國賓大戲院共48席為全球單廳座位最多的D-BOX動感座椅影廳。
- 2013年，屏東環球購物中心國賓影城開幕。
- 2013年，國賓大戲院巨幕廳音效升級為杜比全景聲（Dolby Atmos），影廳名改為「巨幕廳」，截至2014年7月為全亞洲銀幕最大的杜比全景聲影廳。[2]
- 2014年5月5日，金門縣昇恆昌金湖廣場國賓影城開幕。
- 2014年8月1日，新竹市東區環球購物中心國賓影城開幕。
- 2015年2月19日，新北市林口區昕境廣場國賓影城開幕。為國賓影城首座Auro 11.1（英语：Auro 11.1）影廳，亦為國內唯一結合杜比全景聲與Auro 11.1之影城。
- 2015年10月31日，新北市新莊區晶冠廣場國賓影城開幕。
- 2015年12月，國賓大戲院汰換座椅並且重新安排座位，總座位因增大座位舒適度而減少至800餘席。
- 2016年5月8日，高雄市前鎮區大魯閣草衙道國賓影城開幕。
- 2016年6月30日，新竹市東區環球購物中心國賓影城結束營業，正式退出新竹市。
- 2017年1月12日，桃園市八德區廣豐新天地國賓影城開幕。
- 2018年8月，台灣片商采昌國際多媒體跟國賓影城發生拆帳糾紛，采昌宣布封殺國賓影城，其代理之電影自《與神同行2》開始就不再於國賓院線上映。
- 2019年7月28日，新北市淡水區禮萊廣場國賓影城開幕。
- 2020年3月，片商車庫娛樂表示過去四年戲院國賓影城回報的票房資料與自身監票蒐集差異很大，因此懷疑國賓吃票而向其提起訴訟。車庫另表示2019年9月按照日本片商要求監票在臺灣上映的《天气之子》，卻發現國賓提供的票數與車庫監票數字有異，車庫11月監看《82年生的金智英》等片國賓又發生平均票價驟減，因此車庫花四個月溝通與蒐證後決定向國賓提告。
- 2020年8月27日，台中市南區忠孝國賓影城開幕。
- 2020年12月31日，新北市中和區環球購物中心國賓影城結束營業。
- 2021年10月25日，台中市南區忠孝國賓影城暫停營業，自此暫別台中市。
- 2021年10月26日，台北市松山區微風廣場國賓影城結束營業。
- 2024年3月，采昌國際多媒體解除封殺國賓影城，並恢復采昌代理作品《坂本龍一：Opus（英语：Ryuichi Sakamoto: Opus）》、《鬼太郎誕生 咯咯咯之謎》上檔國賓院線。
- 2024年5月1日，車庫娛樂解除封殺國賓影城，並恢復車庫娛樂代理作品《帝國浩劫：美國內戰》上檔國賓院線。
- 2024年12月31日，台南國賓影城一館結束營業。
- 2025年6月30日，台南國賓影城二館結束營業，正式退出台南市。

## 影城據點

### 臺北市
- 國賓大戲院
  - 影城地址：台北市萬華區成都路88號。

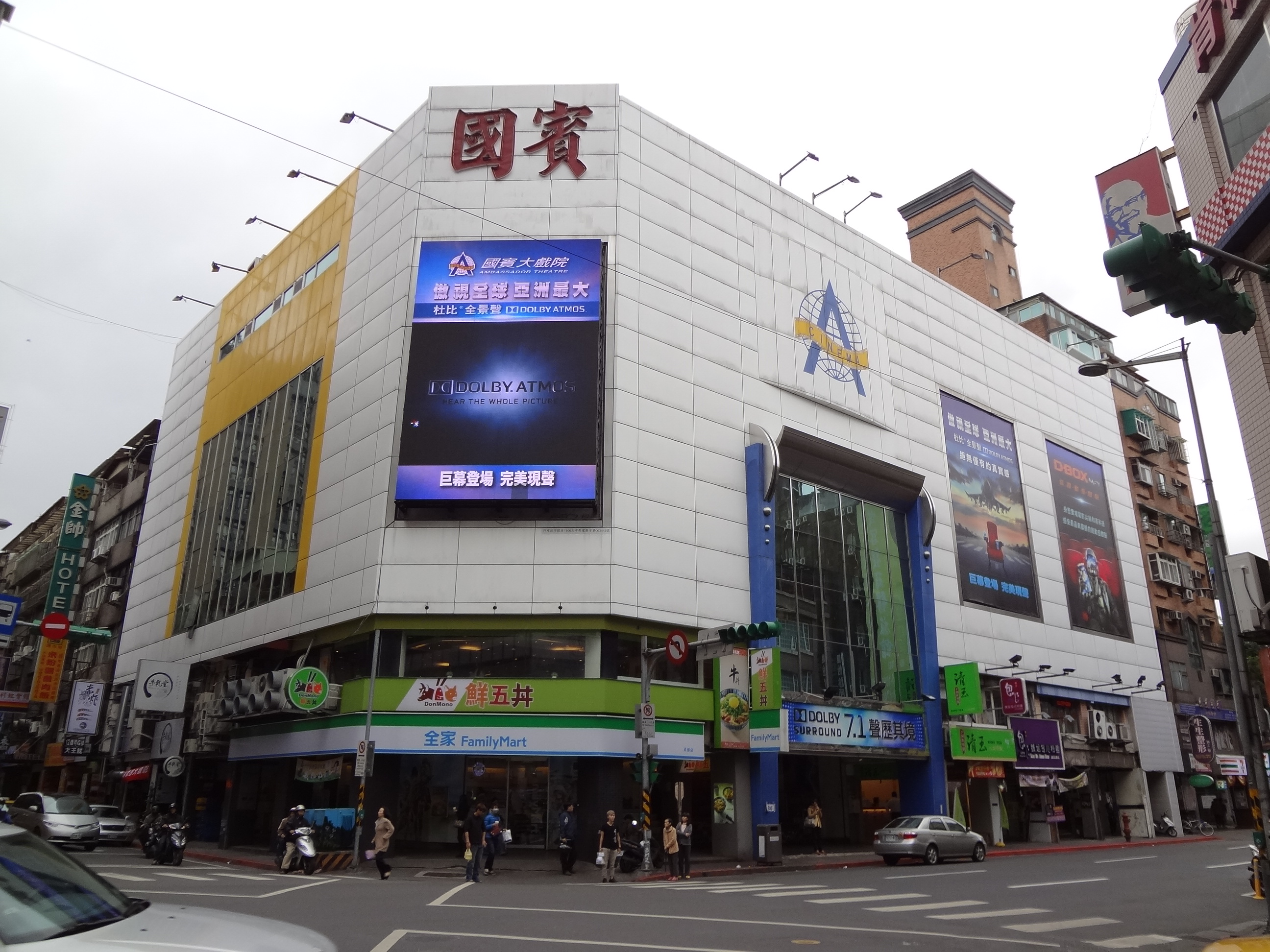
國賓大戲院

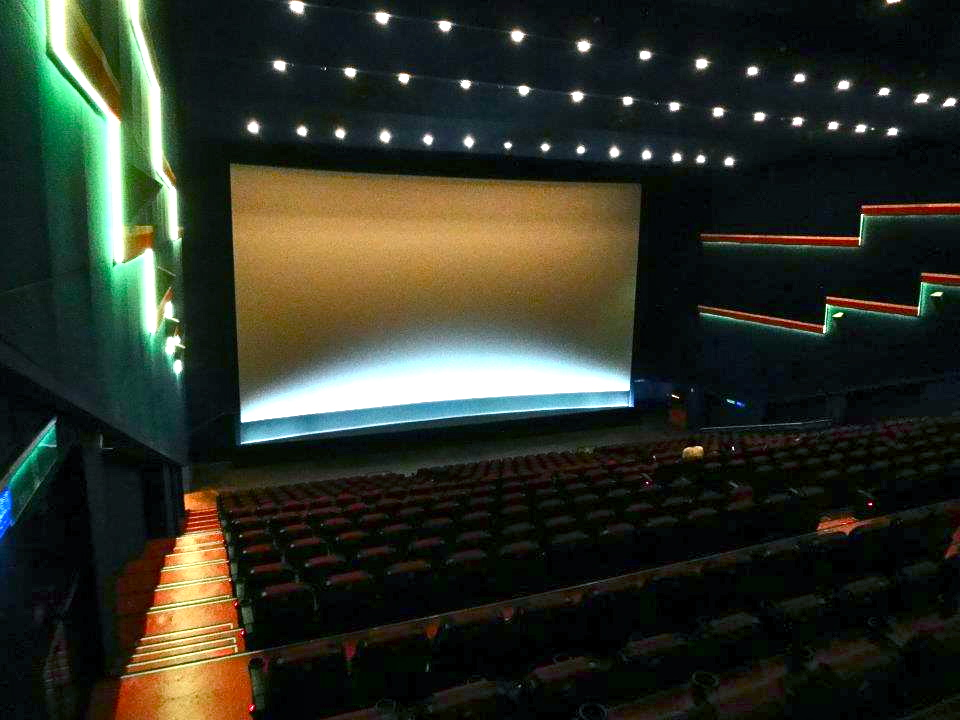
國賓大戲院影廳內部

  - 3 個影廳，共 1152 個座位，而 D-BOX 座位位於 1 廳，共 48 席。
  - 其中 1 廳為 鉅院 廳，銀幕寬22m，高12 m，總座位為 867 席。
  - 第一廳（現稱鉅院廳）座位數最多時曾擁有1234個座位，為全台第一家採用杜比系統，第一家擁有杜比SRD系統，第一家配備數位放映系統的電影院，更於2013年10月引進杜比全景聲音效系統，使用103顆揚聲器喇叭、杜比全景聲最高的61.3聲道，宣稱為全亞洲最大的杜比全景聲影廳。[3]

- 臺北長春國賓影城
  - 影城地址：台北市中山區長春路176號。

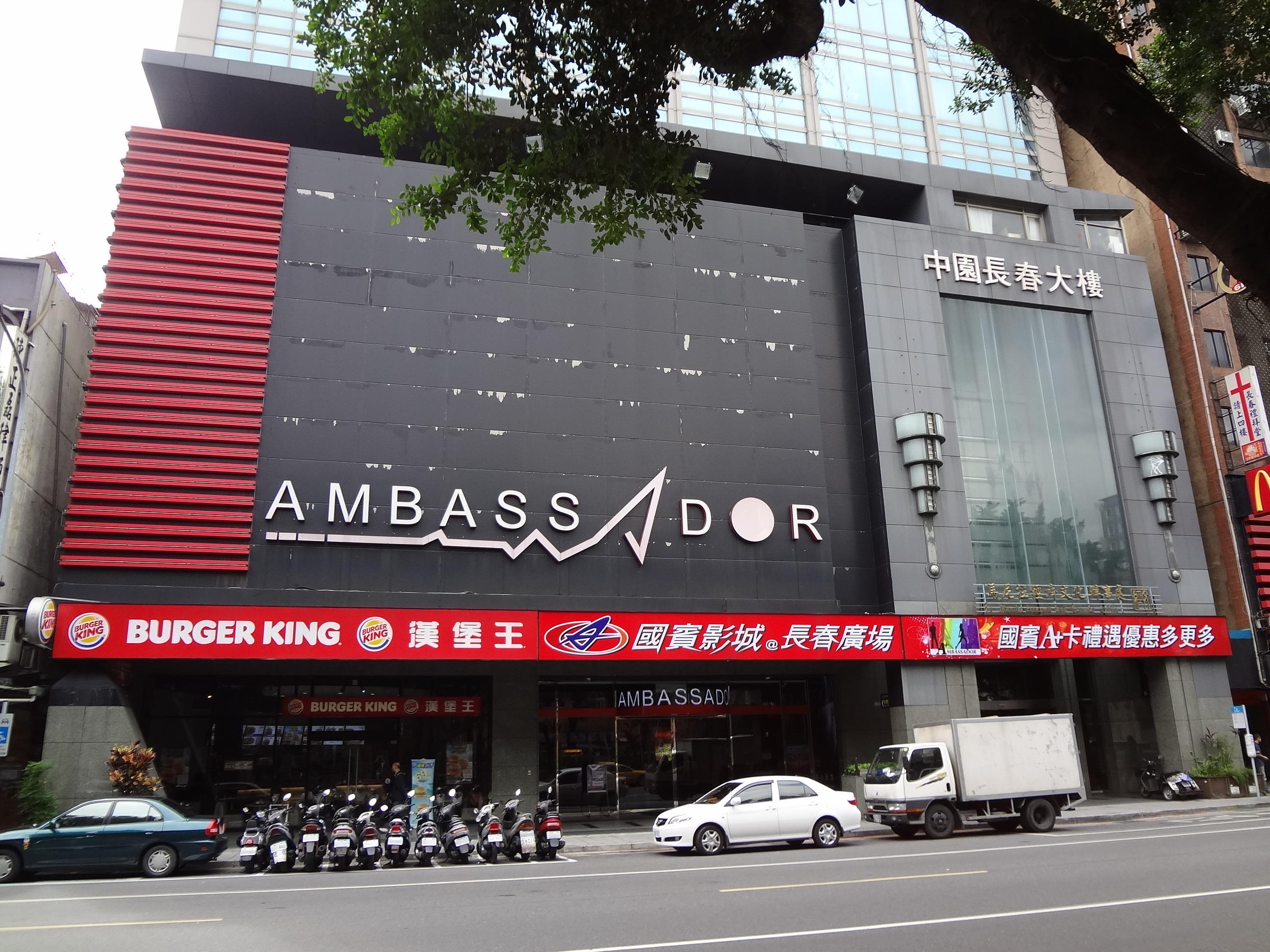
台北長春國賓影城

  - 15 個影廳，共 1323 個座位，無D-BOX 座位。
  - 為全國最大的藝術電影院，可播放商業電影及藝術電影的影城。[4]

### 新北市
- 林口昕境國賓影城
  - 影城地址：新北市林口區文化三路一段402巷2號（昕境廣場4~5樓）。
  - 8 個影廳，共 930 個座位，其中3、4、5、6廳內有一般座位區及尊爵席兩種座椅，而 D-BOX 座位位於 2 廳，共 16 席。
  - 其中一廳為金鑽貴賓廳，國賓影城在北部第一座VIP影廳，於2018年更名為尊爵廳，票價與一般影廳之尊爵席相同。
  - 其中一廳杜比全景聲影廳，為國賓影城第二座杜比全景聲影廳。
  - 其中一廳 Auro 11.1影廳，繼美麗華大直影城之後全台第二座、國賓影城第一座 Auro 11.1影廳。[5]
- 新莊晶冠國賓影城
  - 影城地址:新北市新莊區五工路66號（晶冠廣場3~4樓）。
  - 13個影廳，共 800 個座位。
  - 其中有兩廳為金鑽貴賓廳，共計60席座位。[6]
- 淡水禮萊國賓影城
  - 影城地址:新北市淡水區中正路一段2號（禮萊廣場1樓）。
  - 擁有8個國際級影廳，全廳院設置杜比Dolby Surround 7.1聲道數位環繞音響，以及世界知名Harkness Hall超寬透聲銀幕，加上絕佳音場環境設計，提供每一位消費者最奢華的視覺饗宴。
  - 影城設有8個影廳，共有880席。搭配全新的高級座椅，流線人體工學設計，寬敞舒適的座墊及椅背，並有貼心的置杯架。[7]

### 桃園市
- 八德置地國賓影城
  - 影城地址：桃園市八德區介壽路一段728號（置地生活廣場3樓）。
  - 8 個影廳有一般座位區及尊爵席兩種座椅，共 1636 個座位，而 D-BOX 座位位於 2、 3 廳，共 36 席。
  - 其中兩廳杜比全景聲影廳，為國賓影城第四座設置杜比全景聲之影城。[8]

### 高雄市
- 高雄義大國賓影城
  - 影城地址：高雄市大樹區學城路12號（義大世界購物廣場3樓）。
  - 10 個影廳，共 1764 個座位，而 D-BOX 座位位於 1 廳，共 16 席。
  - 其中A、B廳為金鑽廳，而 8 廳為天幕廳銀幕為 20m X 8 m。[9]
- 高雄SKM Park國賓影城
  - 影城地址：高雄市前鎮區中山四路100號（SKM Park3樓）
  - 10 個影廳，共 1856 個座位，而 D-BOX 座位位於 9、 10 廳，共 32 席。
  - 其中兩廳杜比全景聲影廳，為國賓影城第三座設置杜比全景聲之影城。[10]

### 屏東縣
- 屏東環球國賓影城
  - 影城地址：屏東縣屏東市仁愛路90號（環球購物中心屏東店6樓）。
  - 6 個影廳，共 1100 個座位，而 D-BOX 座位位於 1 廳，共 18 席。[11]

### 金門縣
- 金門昇恆昌國賓影城
  - 影城地址：金門縣金湖鎮太湖路二段198號6樓（昇恆昌金湖廣場6樓）。
  - 6 個影廳，共 626 個座位，無D-BOX 座位。[12]

## 影廳特殊技術採用
D-Box Technologies（D-BOX座椅）。
- 設立於標準影廳，廳內僅有部分座椅採用本系統，而非全廳D-BOX。
- 跟4DX、MX4D不同。

Auro 11.1 （Auro-3D音效系統）。
杜比全景聲（Dolby Atmos）。

### 臺北市
- 國賓大戲院
  - 鉅院廳。銀幕高12公尺、寬22公尺，總座位867席，全球第二大杜比全景聲影廳，僅次於美國好萊塢杜比劇院。
  - 鉅院廳。共48席D-BOX座椅，為全球單影廳內建置最多D-BOX座椅之影廳。

### 新北市
- 新莊晶冠國賓影城
  - 金鑽貴賓廳共計兩個影廳60席；A廳30席、B廳30席。
- 林口昕境國賓影城
  - 杜比全景聲（Dolby Atmos），位於2廳，總座位185席，以及16席D-BOX座椅。
  - Auro-3D位於7廳，共193席。
  - 尊爵豪華沙發席於3、4、5、6廳，其中A廳全影廳皆為尊爵沙發席。

### 桃園市
- 八德置地國賓影城
  - 杜比全景聲（Dolby Atmos）位於2廳與3廳，兩廳合計432席。
  - D-BOX座椅位於2廳、3廳。兩廳各18席D-BOX座椅，共36席。
  - 尊爵豪華沙發席於1、2、3、4、5、6、7、8廳。

### 高雄市
- 高雄義大國賓影城
  - D-BOX座椅位於1廳，共16席D-BOX座椅。
  - 金鑽貴賓廳，共計兩個影廳66席；A廳32席、B廳34席。
- 高雄SKM Park國賓影城
  - 杜比全景聲（Dolby Atmos）位於9廳與10廳，兩廳合計418席，為南部唯一單影城設置雙杜比全景聲之影城。
  - D-BOX座椅位於9廳、10廳。兩廳各16席D-BOX座椅，共32席。

### 屏東縣
- 屏東環球國賓影城
  - D-BOX座椅位於1廳。共18席D-BOX座椅。

## 未來規劃

### 桃園市
- 中壢國賓影城（中壢區建國路郵局原址）[13]
  - 預計改建後1-2F為郵局，3-4F為影廳、5-6F為健身房和美食街，B1-B3為停車場。
  - 預計2025年開業。

## 過往影城

### 台北市
- 臺北微風國賓影城
  - 影城地址：台北市松山區復興南路一段39號（微風廣場7樓）
  - 6座影廳，共1470個座位，其中D-BOX座位位於1廳，共16席。[14]
  - 2021年10月26日因租約到期結束營業，並由業主微風廣場收回自營，更名為「微風影城」。

### 新北市
- 中和環球國賓影城
  - 影城地址：新北市中和區中山路三段122號（環球購物中心新北中和店4樓）
  - 2021年1月1日結束營業，5月14日改由威秀影城接手。

### 新竹市
- 新竹環球國賓影城
  - 影城地址：新竹市東區公道五路三段6號（環球購物中心新竹世博店）
  - 2016年6月30日與購物中心一同結束營業。

### 臺中市
- 台中忠孝國賓影城
  - 影城地址：台中市南區忠孝路163號3至6樓。
  - 12座國際規格影廳，總座位數1152席，全廳院配備Barco數位鐳射放映系統、 Harkness Hall 超寬透聲銀幕、 Dolby Surround  7.1聲道數位環繞音效。
  - 2020年8月18日開始試營運，8月27日正式開幕。[15]
  - 2021年10月25日起暫停營運。 [16]

### 臺南市
- 臺南國賓影城
  - 影城地址：台南市東區中華東路一段66號。
  - 12座影廳，共2063個座位，其中D-BOX座位位於E廳，共16席。
  - 台南市最早的連鎖影城之一，也是全台第一間雙館式影城[17]。
  - 2015年將兩館改裝為VIP貴賓金鑽廳，共計57席[18]。
  - 因租約到期，原位於空中別墅大樓地下室的1館於2024年12月31日結束營業，作為獨棟大店的2館亦於2025年6月30日結束營業。

## 外部連結
- 國賓影城（页面存档备份，存于）
- 國賓影城粉絲團的Facebook專頁
- YouTube上的國賓影城頻道